# Cycas platyphylla
Espèce
Statut de conservation UICN

 EN A4cd : En danger
Statut CITES
Cycas platyphylla est une espèce de plantes arborescentes de l'embranchement des Cycadophytes originaire du Queensland en Australie.
Le stipe fait de 2 à 4 m de haut, pour un diamètre de 10 à 15 cm.
Les feuilles composées, vert-bleu puis vert brillant, comptent 120 à 160 folioles, pour une longueur totale de 55 cm à 1.10 m.
Les cones mâles orange font 15 à 20 cm de long.
Le mégasporophylle brun, de 5 à 8 cm de long, porte 4 à 6 ovules.
La propagation se fait à partir de graines qui germent facilement lorsqu'elles sont fraîches sans avoir besoin d'un traitement préalable.

## Galerie

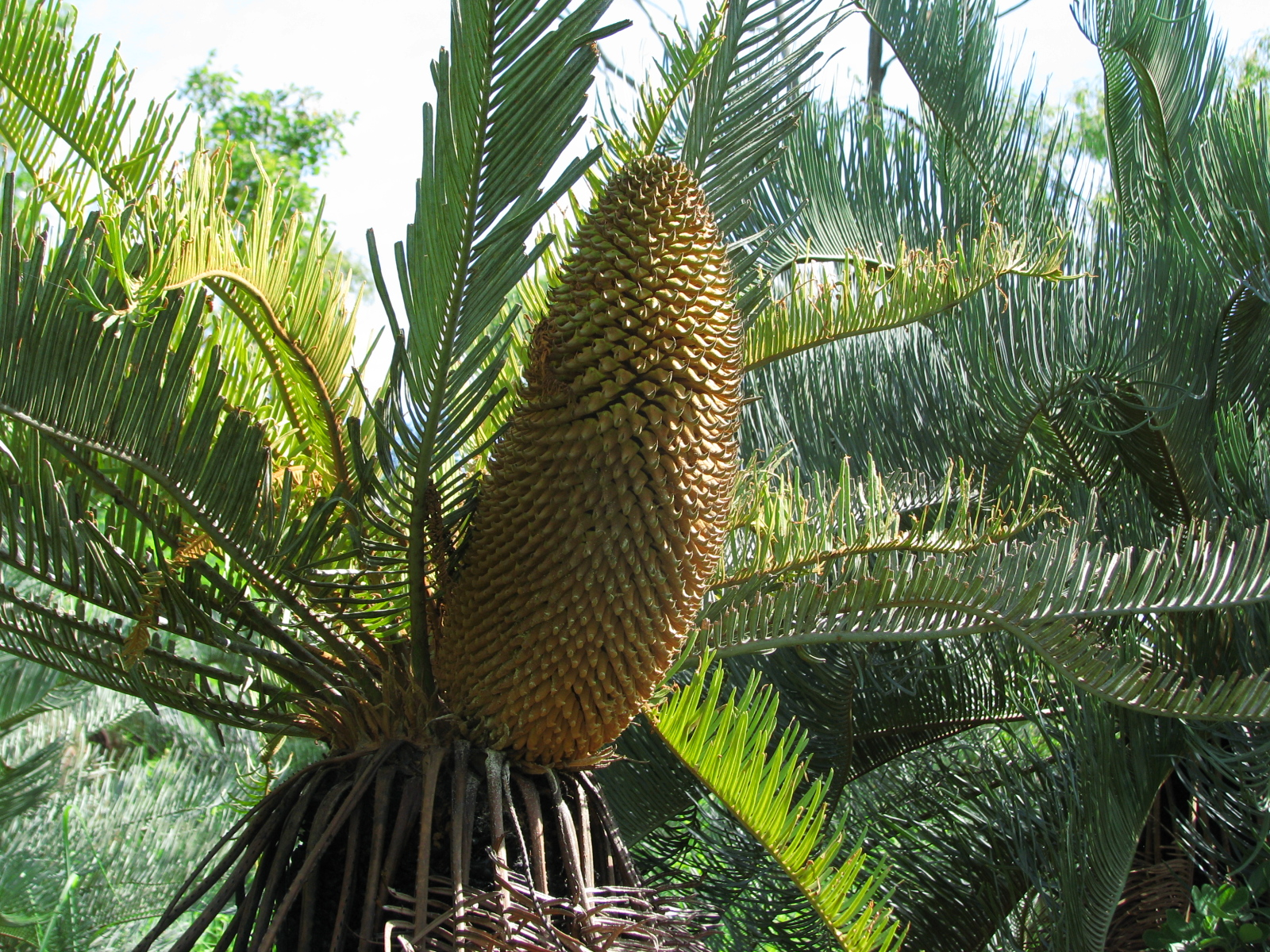
Cône mâle
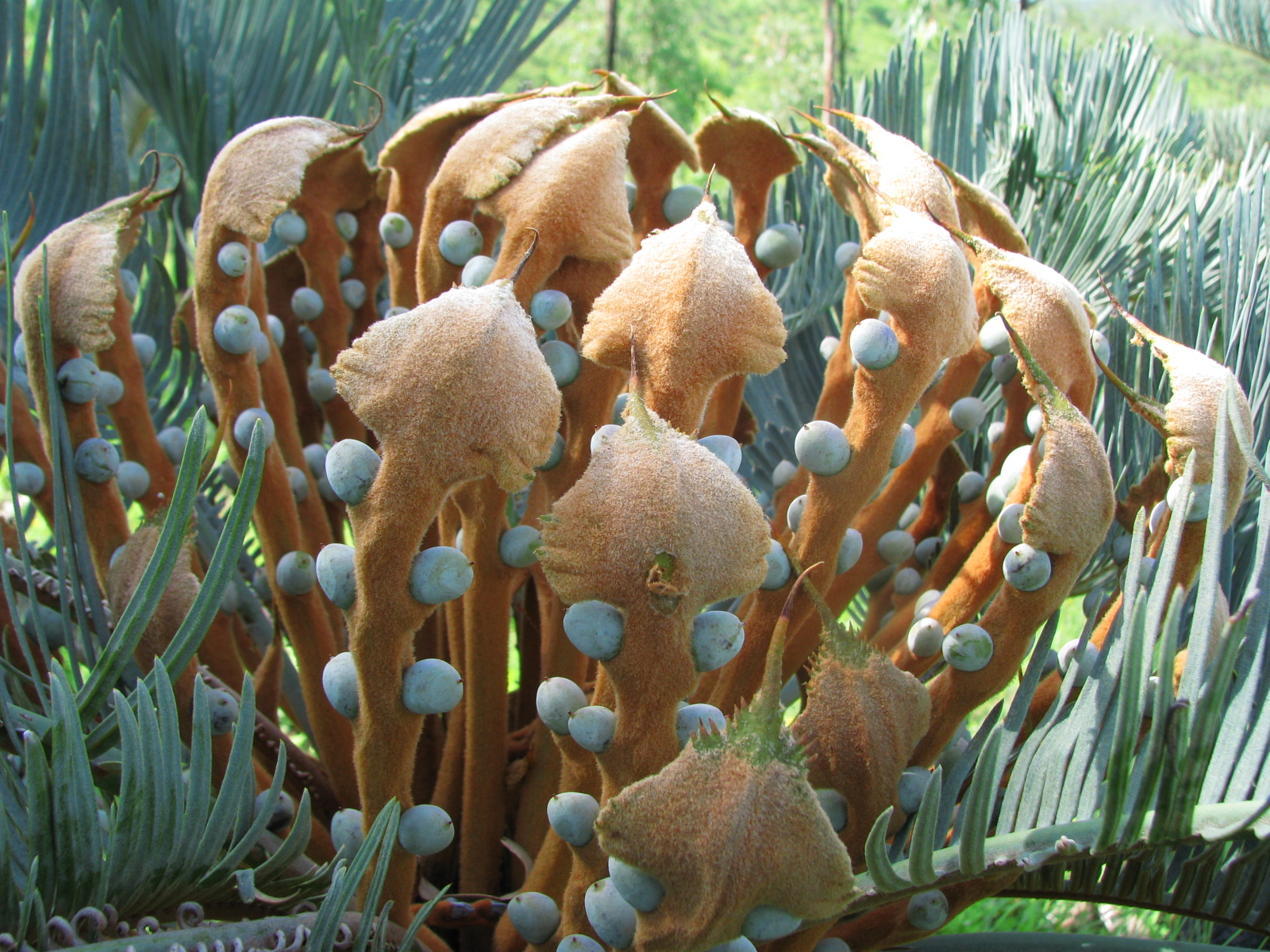
Cône femelle
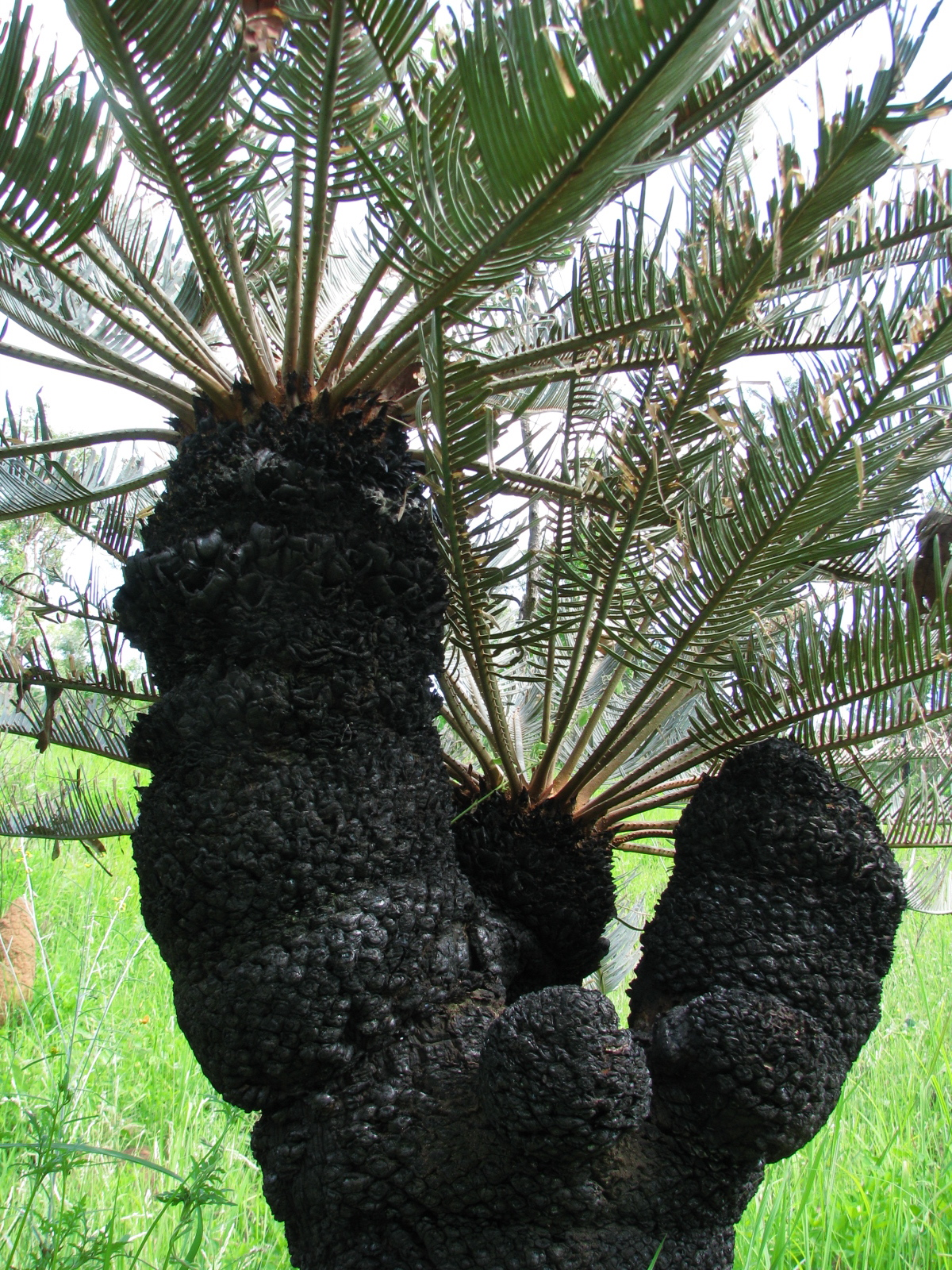
Cycas à plusieurs apex sur stipe brûlé